# Retrato de Iseppo da Porto con su hijo Adriano
El Retrato de Iseppo da Porto con su hijo Adriano es una pintura al óleo sobre lienzo de 247 x 137 cm de Paolo Veronese, de 1555 aproximadamente y conservada en la colección Contini Bonacossi en los Uffizi de Florencia.

## Historia
El conde Iseppo (Giuseppe) da Porto se casó con la noble Livia (o Lucia) Thiene en 1545 y tuvieron siete hijos: el primogénito se llamaba Adriano, la segunda, una niña, Porcia. El retrato de Iseppo se ejecutó con el hijo todavía pequeño, contando unos nueve años y tenía como pendant el de la esposa y la hija Porzia, hoy en el Walters Art Museum de Baltimore (inv. 37.541). Para Iseppo Porto, Paolo Veronese decoró el palacio Porto de Vicenza, proyectado por Andrea Palladio y terminado en 1552.
La obra es conocida desde que se encontraba en la colección Sedelmeyer de París, donde la adquirió Alessandro Contini Bonacossi, mientras su pendant, el Retrato de Livia da Porto Thiene con la hija Porzia proviene de una colección privada vicentina.
De la obra existe un dibujo preparatorio en el Cabinet des Dessins del Museo del Louvre (n. 4678).

## Descripción y estilo
El retrato de cuerpo entero era típico del ambiente bresciano (Moroni, etc.), al cual Veronese se refiere, creando un efecto de notable refinamiento. De un nicho rectangular en sombra emergen las dos figuras a tamaño natural, inclinándose hacia delante. El padre mira directamente al espectador, mientras el hijo se distrae, mirando hacia la izquierda, idealmente hacia la hermana. En el retrato de la esposa estas miradas están invertidas, con la pequeña mirando al espectador y la madre a la derecha, hacia el esposo.

El noble viste una casaca de seda negra forrada de piel, corta hasta el muslo, una prenda que denota tanto la riqueza como la elegancia del retratado. Lleva la espada al cinto y los guantes, pero uno se lo ha quitado para poner la mano derecha sobre el hombro del hijo, que la toca con la suya con dulce sumisión. También el pequeño Adriano va suntuosamente vestido a la moda, con una chaqueta forrada de armiño y decorada con bordados dorados, y porta a su vez una pequeña espada.

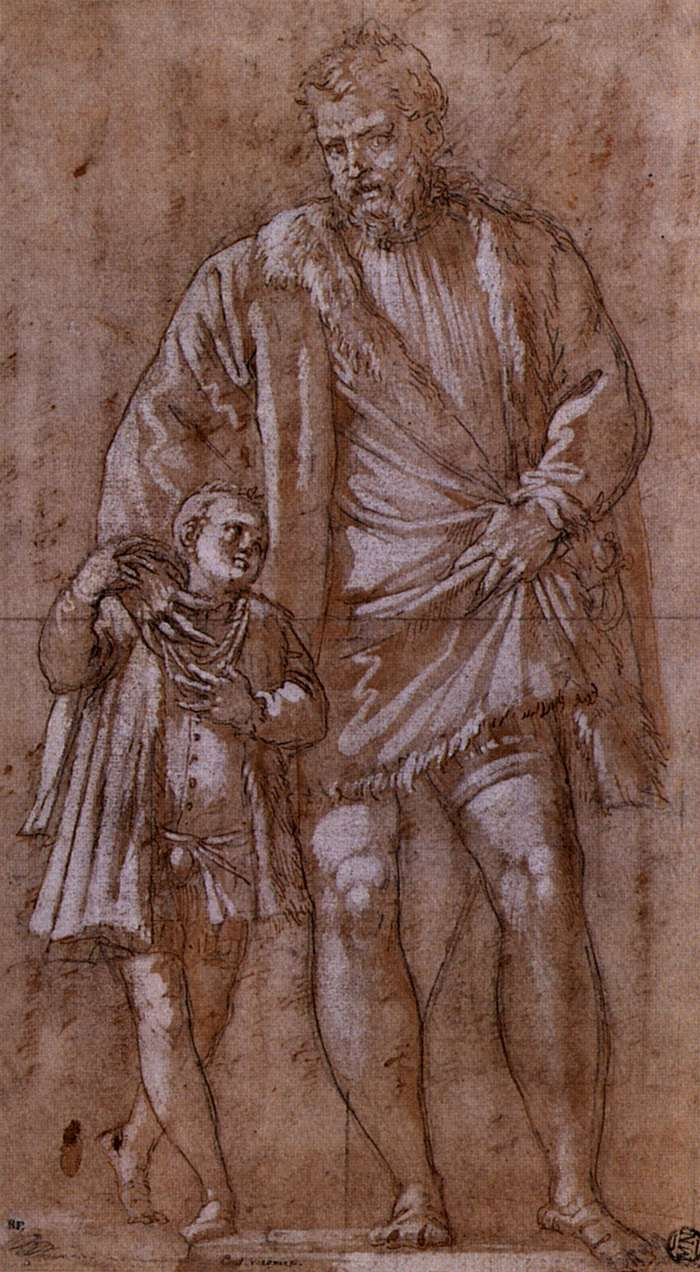
Dibujo preparatorio en el Louvre.
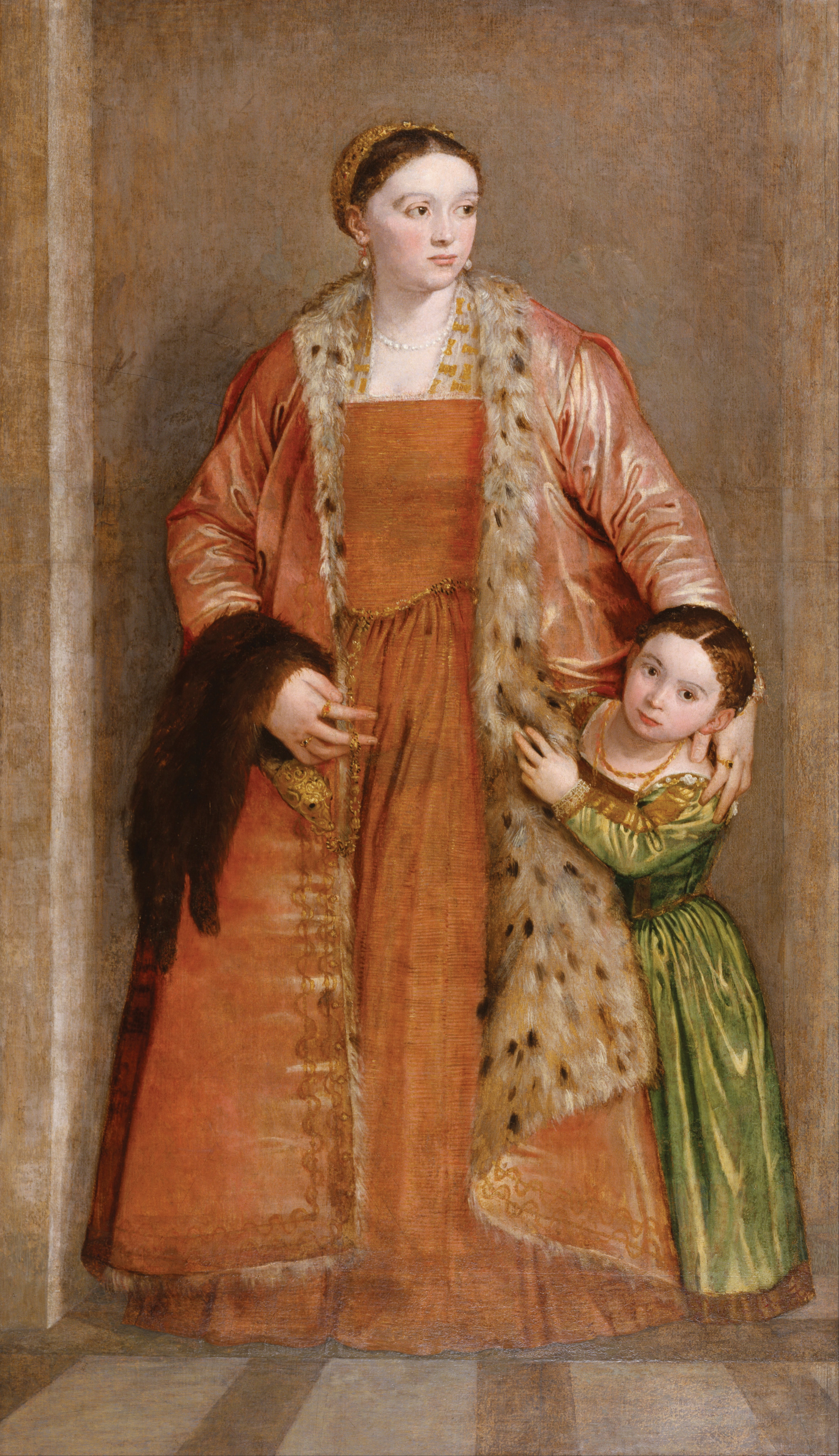
Retrato de Livia da Porto Thiene con la hija Porzia, Baltimore.